# Bukit Bulah
Bukit Bulah är ett berg i Indonesien.   Det ligger i provinsen Aceh, i den västra delen av landet, 1 600 km nordväst om huvudstaden Jakarta. Toppen på Bukit Bulah är 125 meter över havet.
Terrängen runt Bukit Bulah är huvudsakligen platt, men åt sydväst är den kuperad.Runt Bukit Bulah är det ganska glesbefolkat, med 42 invånare per kvadratkilometer. Närmaste större samhälle är Langsa, 13,9 km sydost om Bukit Bulah. Trakten runt Bukit Bulah består huvudsakligen av våtmarker.